# Meyer Prinstein
Meyer Prinstein (22. prosince 1878, Szczuczyn – 10. března 1925 New York) byl americký atlet, olympijský vítěz ve skoku do dálky a trojskoku.
Pocházel z rodiny východoevropských Židů, která v roce 1883 emigrovala do USA. Studoval na Syracuse University právo. Dne 11. června 1898 vytvořil výkonem 723 cm světový rekord ve skoku do dálky.
Na pařížské olympiádě v roce 1900 zvítězil v soutěži trojskokanů. Olympijská soutěž dálkařů měla netradiční průběh. Kvalifikace se zúčastnilo 12 skokanů ze šesti zemí. Výkon z kvalifikace se započítával do finále. Prinstein v ní zvítězil výkonem 7,175 m. Druhý den 15. července byla neděle, kdy měli američtí studenti zákaz sportovních aktivit. Zatímco bezpečně vedoucí muž pole Prinstein zákazu uposlechl, jeho krajan Alvin Kraenzlein skákal a o jediný centimetr (7,185 m) Prinsteina porazil. Ze zloby nad ztrátou zlaté medaile Prinstein Kraenzleina napadl, prameny se rozcházejí, zda ho stačil udeřit nebo mu v tom kolegové zabránili. Třetí místo ve skoku dalekém obsadil Brit Patrick Leahy.
Svého největšího sportovního úspěchu dosáhl na olympiádě v Saint Louis v roce 1904, kde zvítězil jak v soutěži dálkařů, tak i trojskokanů. Kromě toho skončil na pátém místě v bězích na 60 a 400 metrů.
Mistrem USA ve skoku do dálky byl v letech 1898, 1902, 1904 a 1906.